# Clubiona evoronensis
Clubiona evoronensis là một loài nhện trong họ Clubionidae.
Loài này thuộc chi Clubiona. Clubiona evoronensis được miêu tả năm 1995 bởi Mikhailov.